# نگهبان (سیستم دیدبانی)

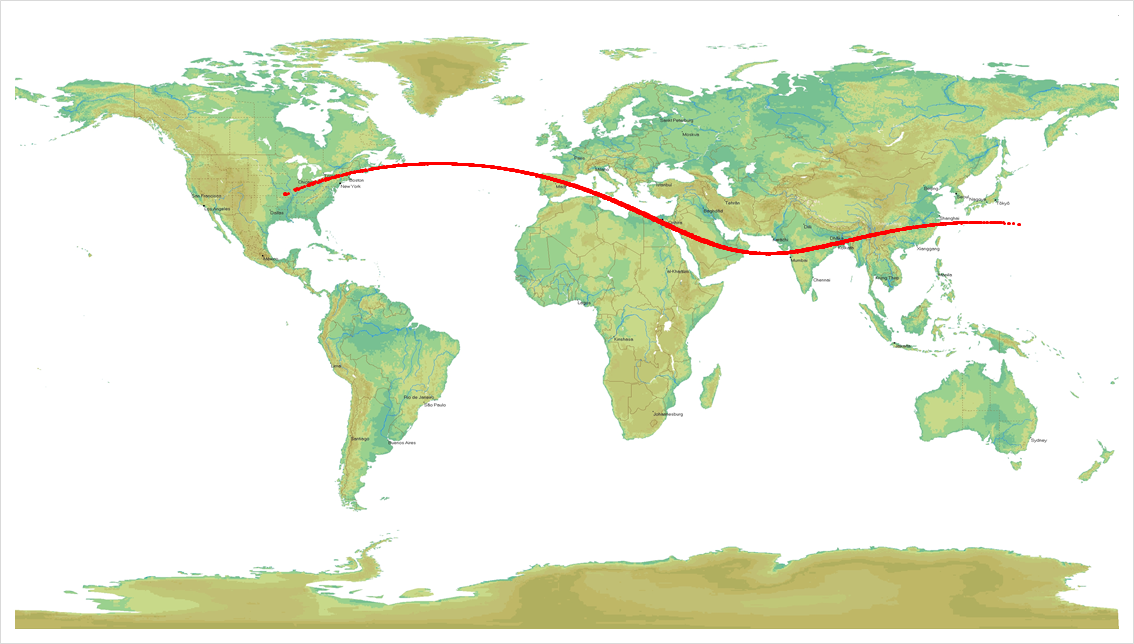
راهروی احتمالی سیارک ۲۰۲۰ وی‌وی برای برخورد احتمالی در ۱۲ اکتبر ۲۰۳۳.

نگهبان (انگلیسی: Sentry) یک سیستم خودکار پیش‌بینی برخورد است که در سال ۲۰۰۲ آغاز به کار کرد و توسط مرکز مطالعات اجسام نزدیک به زمین (CNEOS) در آزمایشگاه پیش‌رانش جت ناسا اداره می‌شود. این سیستم به‌روزترین کاتالوگ سیارک‌ها را برای احتمال برخورد آینده با زمین در بیش از ۱۰۰ سال آینده به‌طور مداوم زیر نظر دارد. هر زمان که یک مورد بالقوه شناسایی شود، آن را تجزیه و تحلیل و نتایج بلافاصله توسط CNEOS منتشر خواهد شد. با این حال، هشدارها حاکی از قطعیت در مورد تأثیرات آتی نیستند، زیرا مقدارهای کمی از داده‌های نوری که می‌توانند یک هشدار را ایجاد کنند برای شناسایی قطعی سال‌های تأثیر در آینده کافی نیستند. در مقابل، حذف یک ورودی در صفحه ریسک یک پیش‌بینی منفی است (پیش‌بینی موردی که صورت نخواهد گرفت).
دانشمندان نسبت به نگرانی در مورد احتمال برخورد با یک جسم بر اساس تنها چند هفته داده‌های نوری که احتمال برخورد زمین را سال‌ها بعد نشان می‌دهد، هشدار می‌دهند. گاهی، حتی نمی‌توان به‌طور قطع گفت که چنین جسمی در زمان تاریخ برخورد مجازی ذکر شده در کدام سمت خورشید خواهد بود.برای مثال، حتی اگر ED224 2005 در ۱۱ مارس ۲۰۲۳ احتمال ۱ در ۵۰۰۰۰۰ برخورد با زمین را داشت، محتمل‌ترین موقعیت آن در آن تاریخ دورتر از خورشید بود.